# Seat Leon IV
Der Seat Leon IV (Typ KL) ist ein Fahrzeug der Kompaktklasse der spanischen Automobilmarke Seat.

## Geschichte
Das Modell wurde am 28. Januar 2020 vorgestellt. Es basiert wie unter anderem der VW Golf VIII und der Audi A3 8Y auf dem modularen Querbaukasten MQB evo des Volkswagen-Konzerns. In die Entwicklung und Fertigung der neuen Generation investierte Seat rund 1,1 Milliarden Euro.
Die Produktion der vierten Generation des Leon erfolgt seit Januar 2020 im spanischen Seat-Werk in Martorell. Bestellstart war Ende März 2020, zu den Händlern kam die Baureihe im April 2020.
Während die Modellpflege im Frühjahr 2024 beim Cupra Leon auch optische Änderungen mit sich brachte, ändern sich beim Seat Leon nur technische Details.

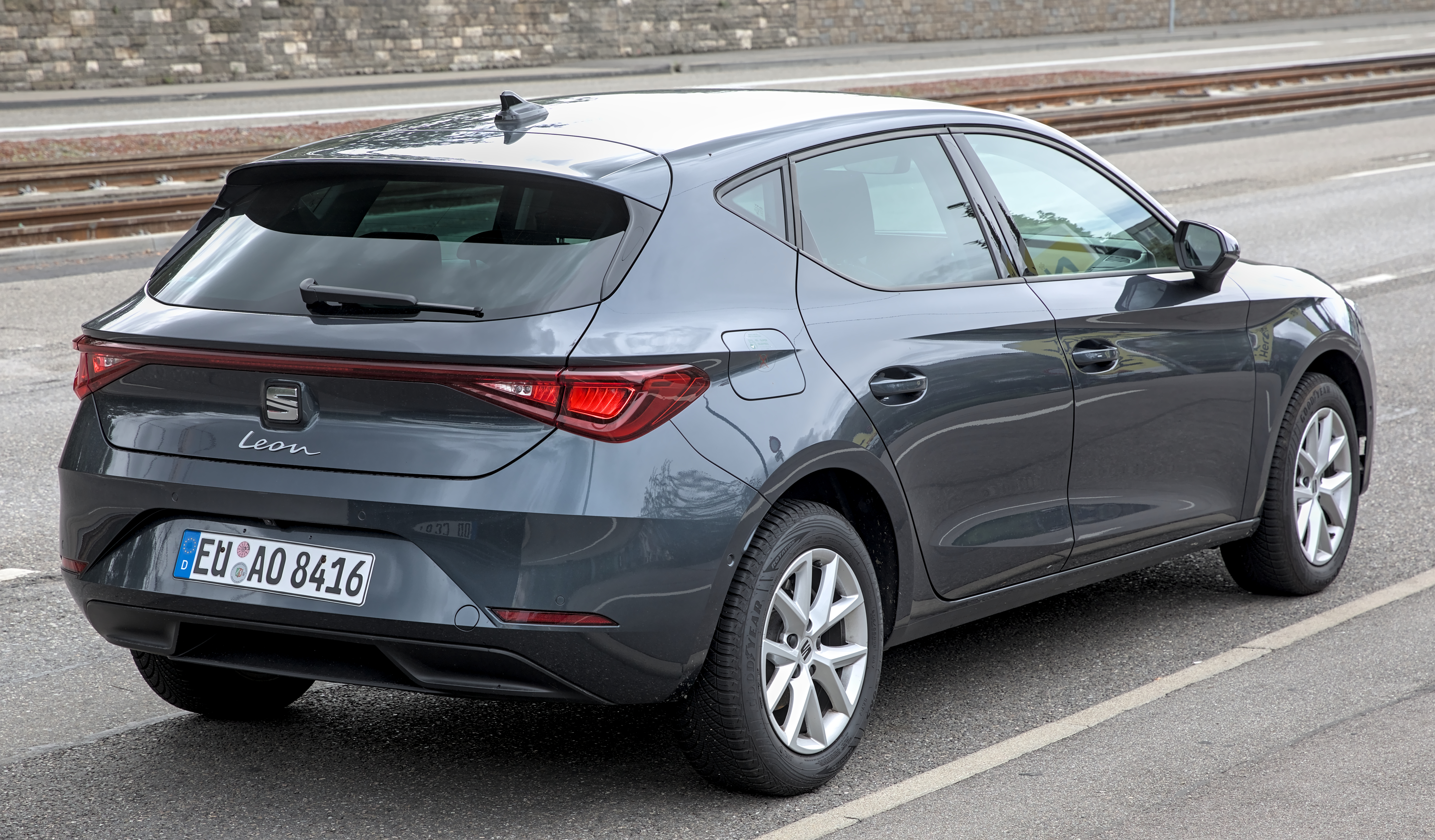
Heckansicht
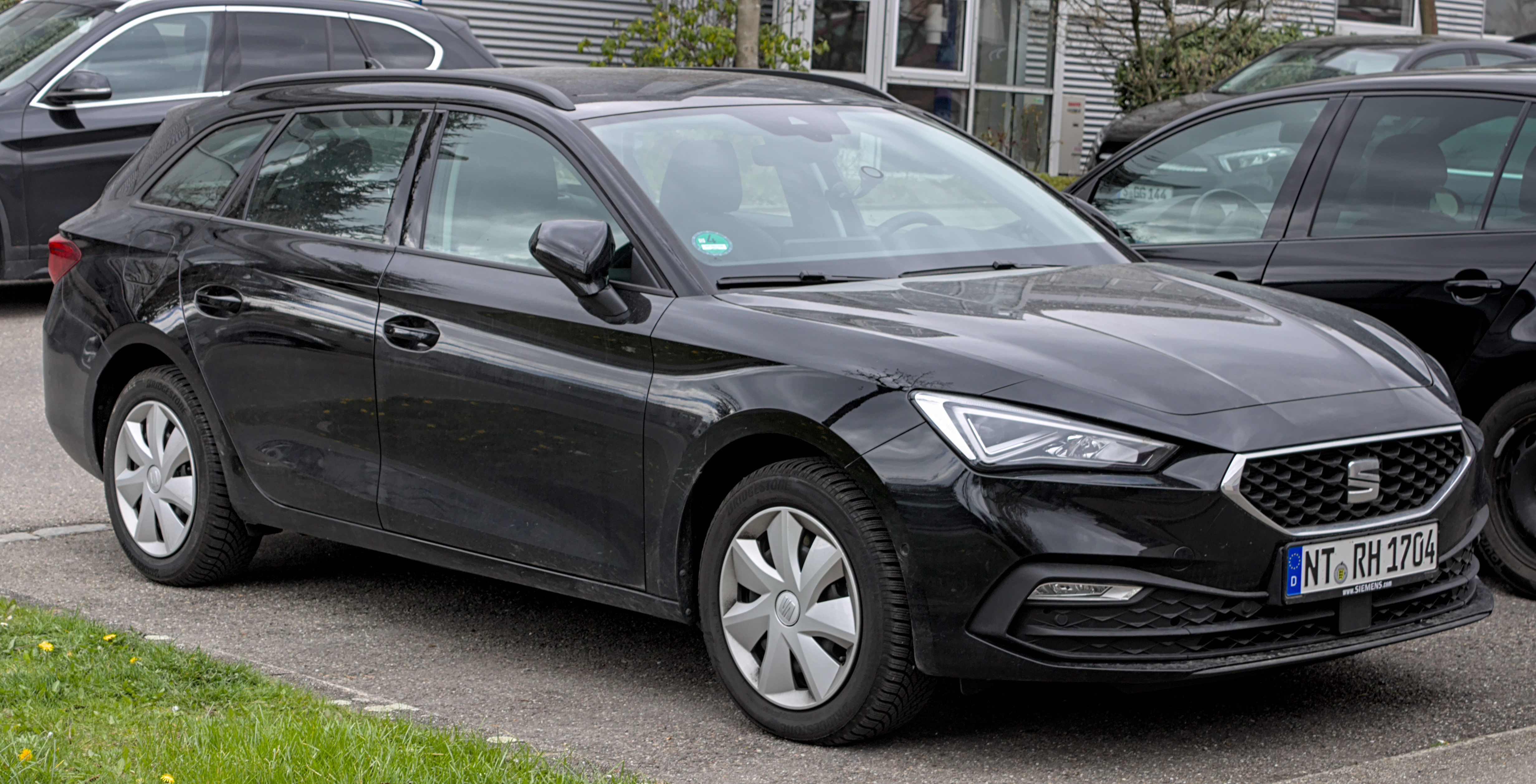
Seat Leon ST (seit 2020)
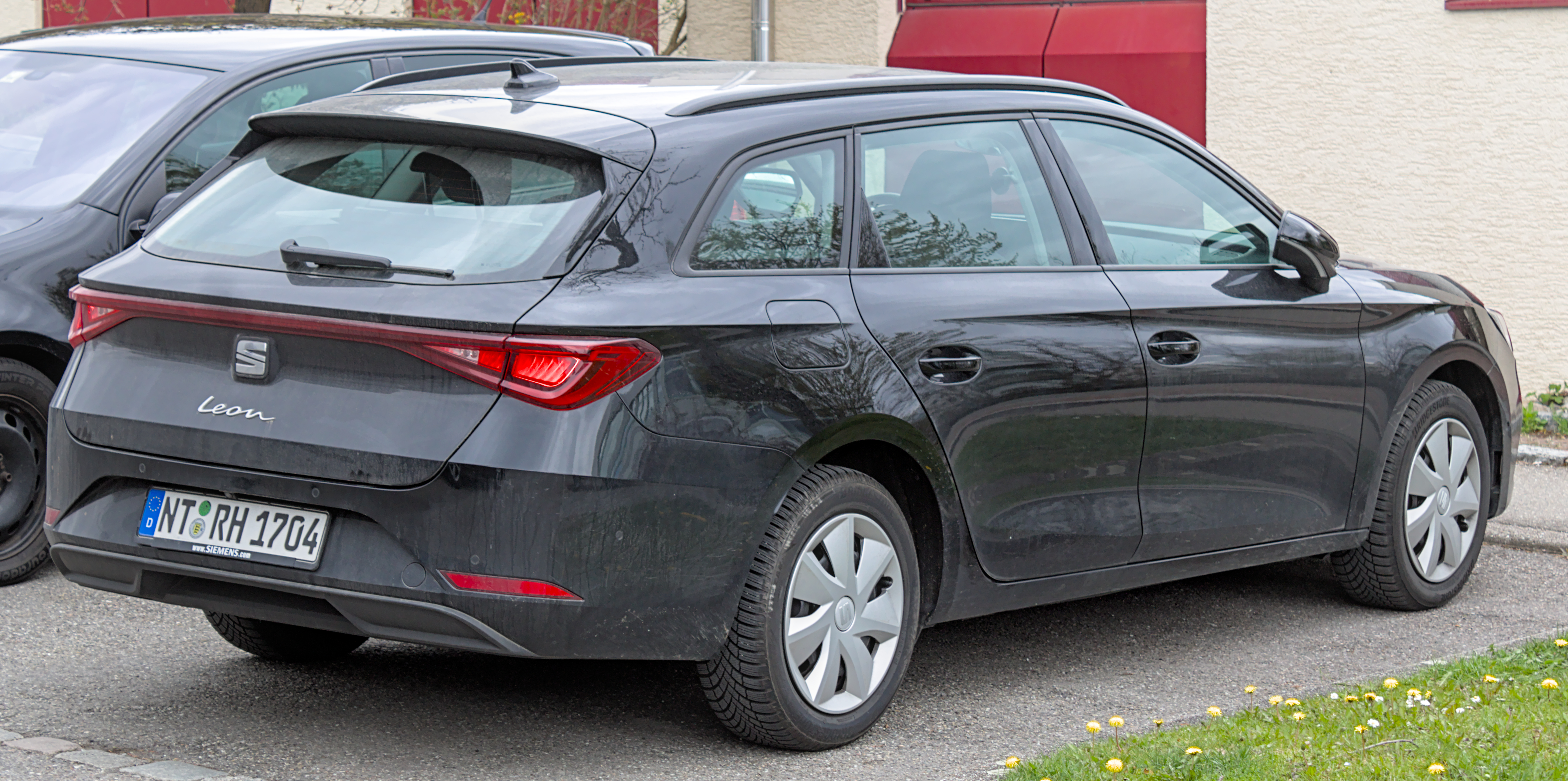
Heckansicht

## Abmessungen

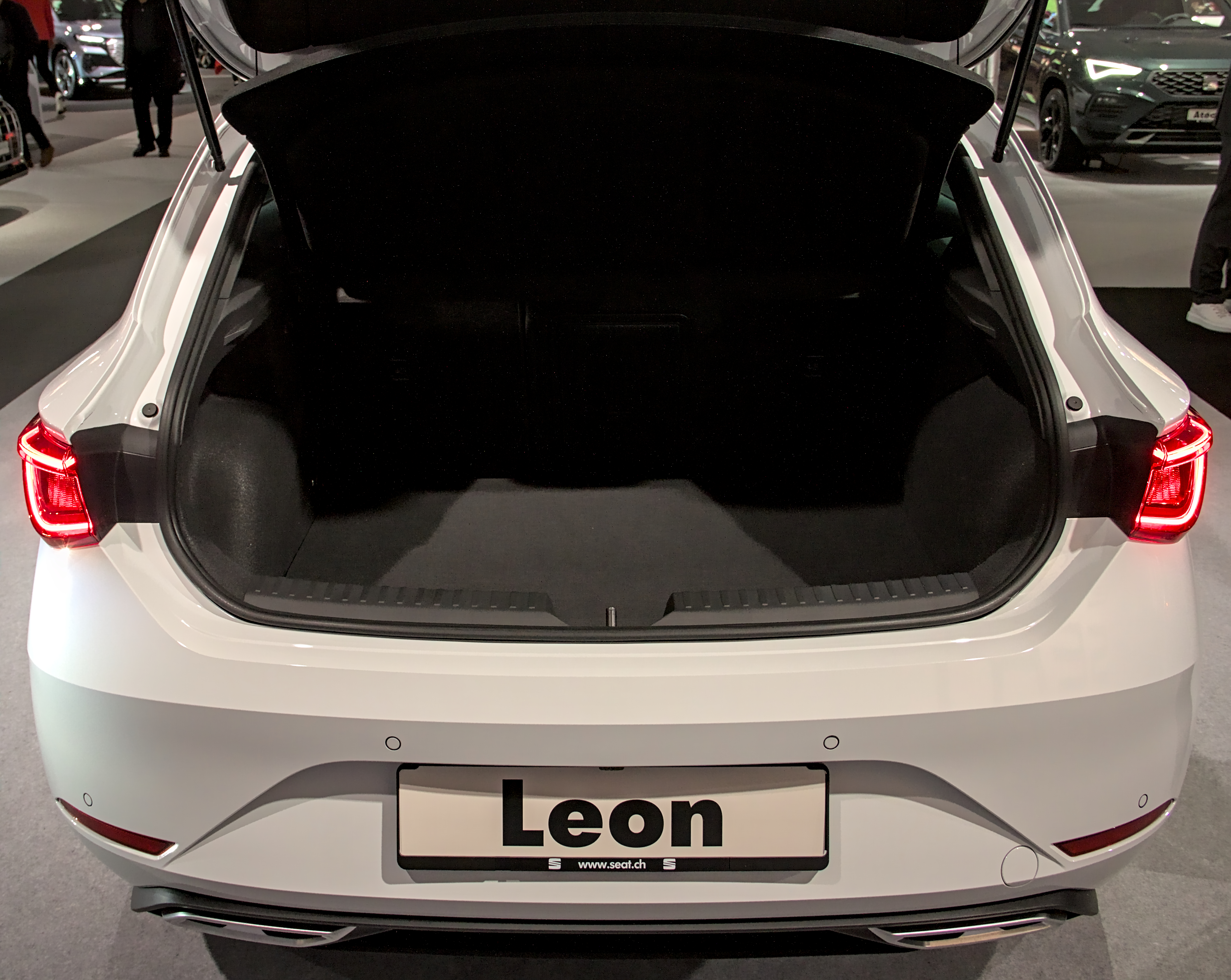
Kofferraum

Wie beim Golf und beim A3 entfällt eine dreitürige Version. Der Radstand ist gegenüber dem Vorgängermodell Seat Leon III um 50 Millimeter auf knapp 2,69 Meter gewachsen. Der Fünftürer hat eine Gesamtlänge von 4,37 Meter, das ebenfalls wieder erhältliche Kombimodell Sportstourer misst 4,64 Meter. Das Kofferraumvolumen des Fünftürers bleibt mit 380 Litern unverändert, der Kombi fasst mit 620 Litern etwas mehr als das Vorgängermodell.

## Sicherheit
Ende 2020 wurde der Leon vom Euro NCAP auf die Fahrzeugsicherheit getestet. Der Wagen erhielt fünf von fünf möglichen Sternen.

## Technik

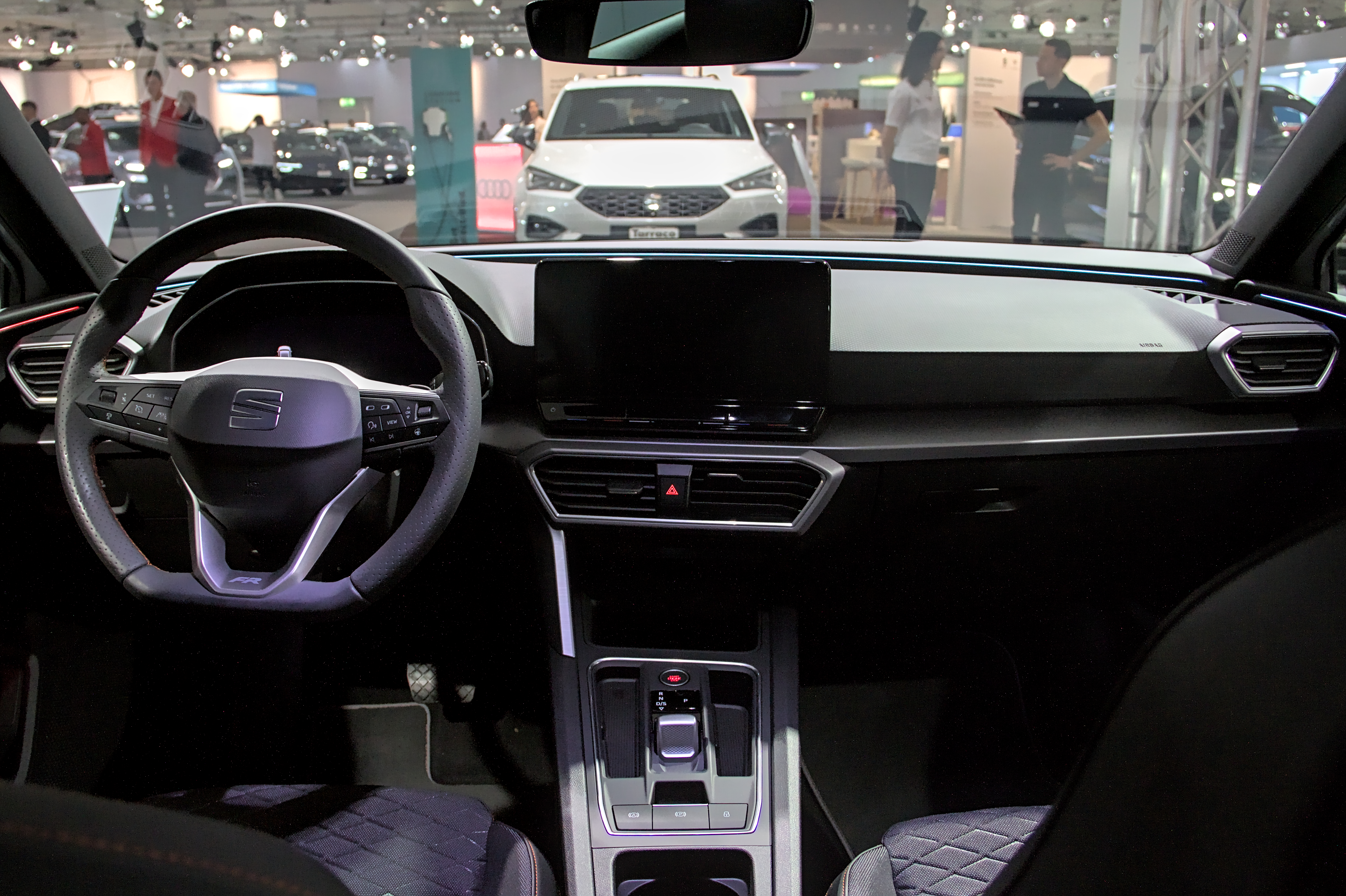
Innenansicht (2020–2024)

Das digitale Multimediasystem nutzt je nach Ausstattung einen 8,25 oder 10 Zoll großen Touchscreen. Mit der Modellpflege 2024 steigt die Größe auf 10,4 bzw. 12,9 Zoll an. Es werden zugunsten einer Gestensteuerung kaum noch physische Tasten verwendet. Außerdem lässt sich das Fahrzeug auch per Sprachsteuerung bedienen. Sie wird über das zweimalige Aussprechen des spanischen Wortes „Hola“ aktiviert. Für den Fahrer steht ein 10,25 Zoll großes digitales Display zur Verfügung. Zudem besteht die Möglichkeit, das Auto per Smartphone zu öffnen. Service-Eingriffe können per Software-Update „over the air“ durchgeführt werden, das Auto muss also nicht an ein Diagnosegerät angeschlossen werden.

## Ausstattung

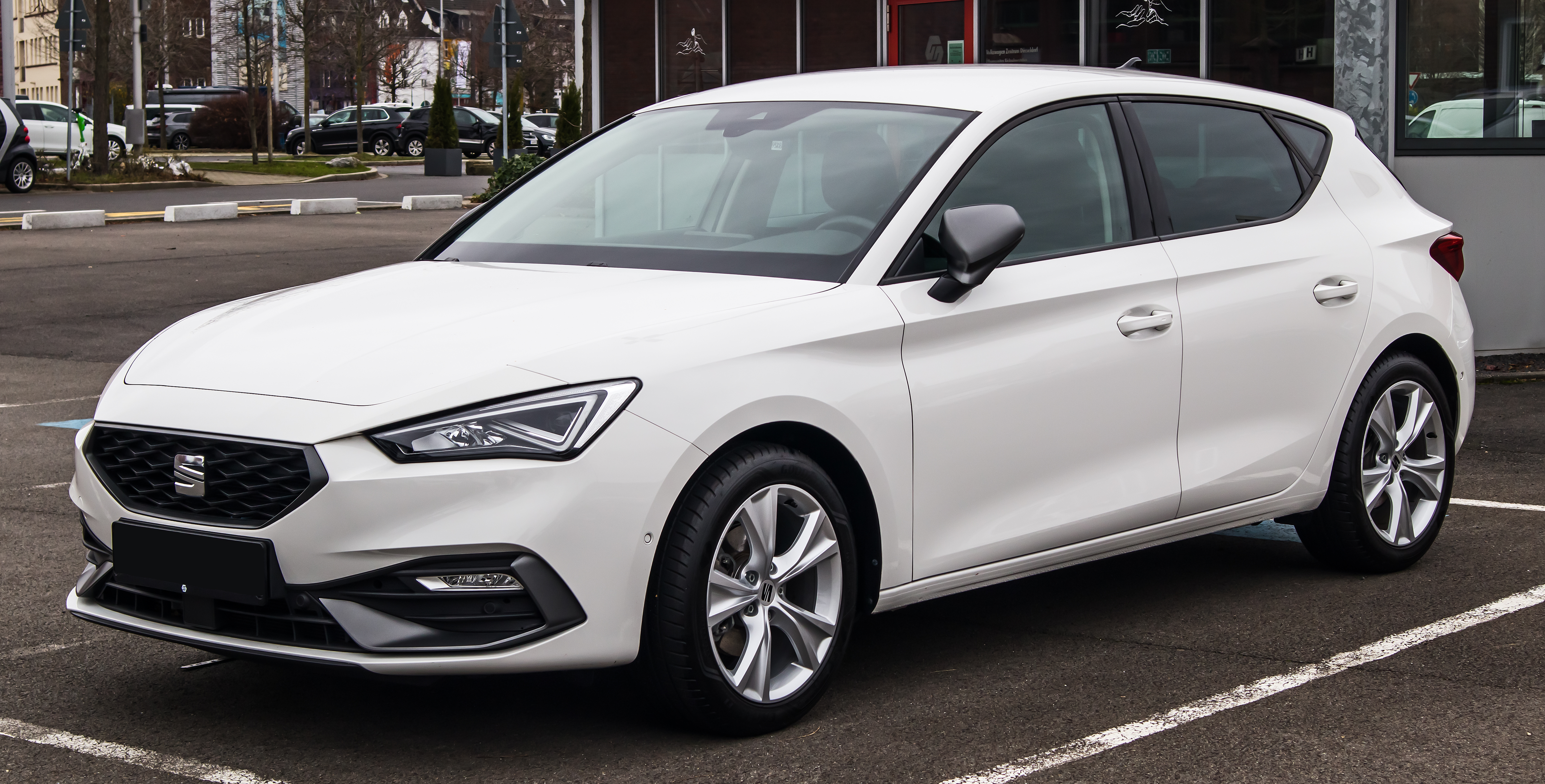
Seat Leon FR

Zur Markteinführung wurde die vierte Generation des Leon in vier Ausstattungslinien angeboten. Im Herbst 2021 folgten die Ausstattungslinien FR Plus und Xcellence Plus.
- Reference (bis 2023)
- Style
- Xcellence (bis 2023)
- FR
- Xcellence Plus (bis 2023)
- FR Plus (bis 2024)
- Style Edition (seit 2024)

## Cupra Leon
Die sportlichen Varianten der Baureihe werden seit 2020 als Cupra Leon vermarktet, nicht mehr wie das Vorgängermodell als Seat Leon Cupra. Damit folgt der Leon dem Cupra Ateca, mit dem 2018 die Einführung der eigenständigen Marke startete. Vorgestellt wurde der Cupra Leon am 20. Februar 2020. Er kam im vierten Quartal 2020 auf den Markt. Eine überarbeitete Version des Cupra Leon mit bis zu 245 kW (333 PS) Leistung wurde gemeinsam mit der Modellpflege des Cupra Formentor am 29. April 2024 präsentiert.
Drei Ottomotoren und zwei Plug-in-Hybride stehen zur Auswahl. Die beiden 180 kW (245 PS) starken Versionen kommen mit dem jeweiligen Antriebsstrang auch im VW Golf GTI bzw. VW Golf GTE zum Einsatz. Das 228 kW (310 PS) starke Topmodell ist ausschließlich für den Kombi und nur mit Allradantrieb erhältlich. Im August 2022 wurde bekannt, dass auch schwächere Motorisierungen für den Cupra Leon in den Handel kommen.

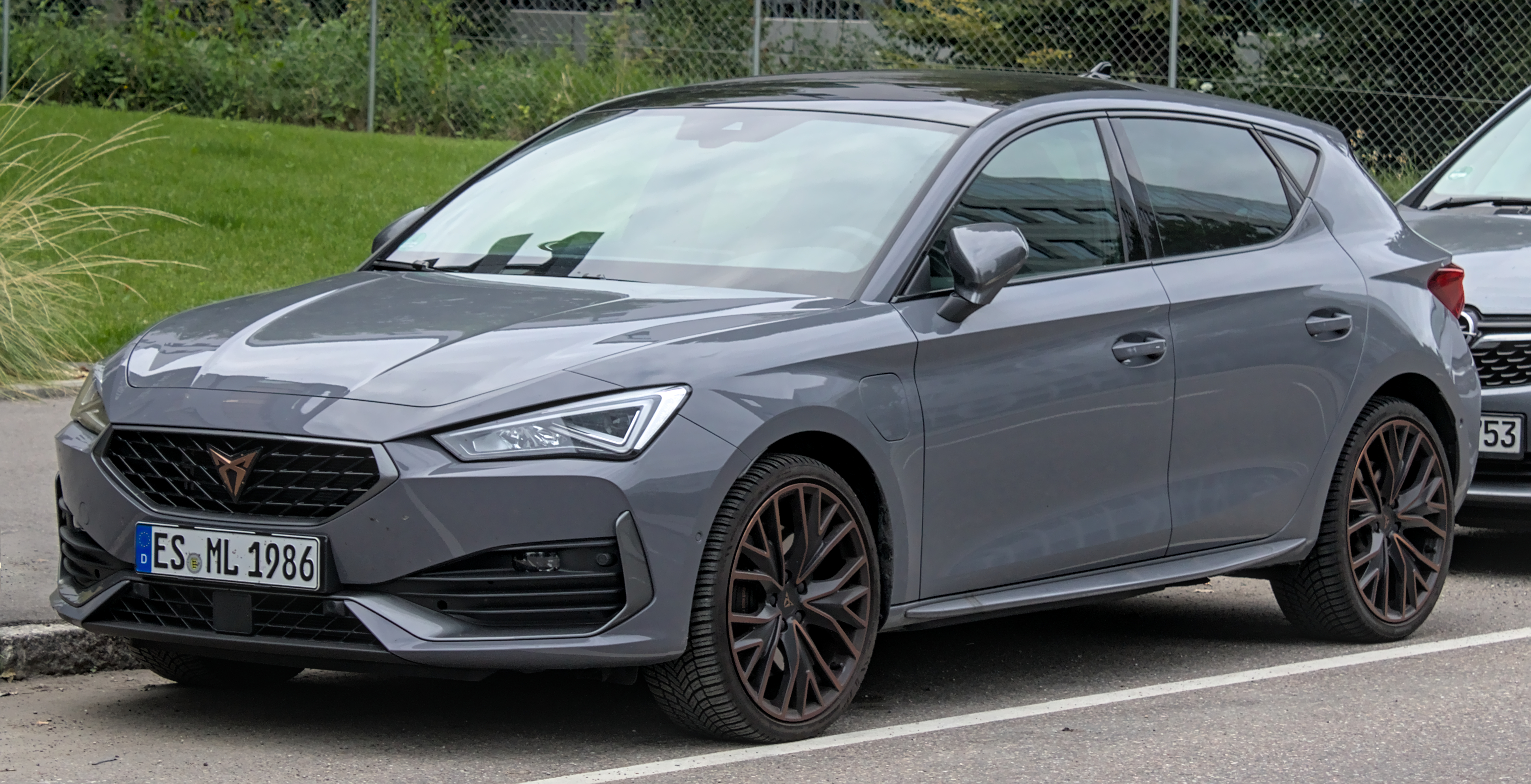
Cupra Leon e-Hybrid (2020–2024)
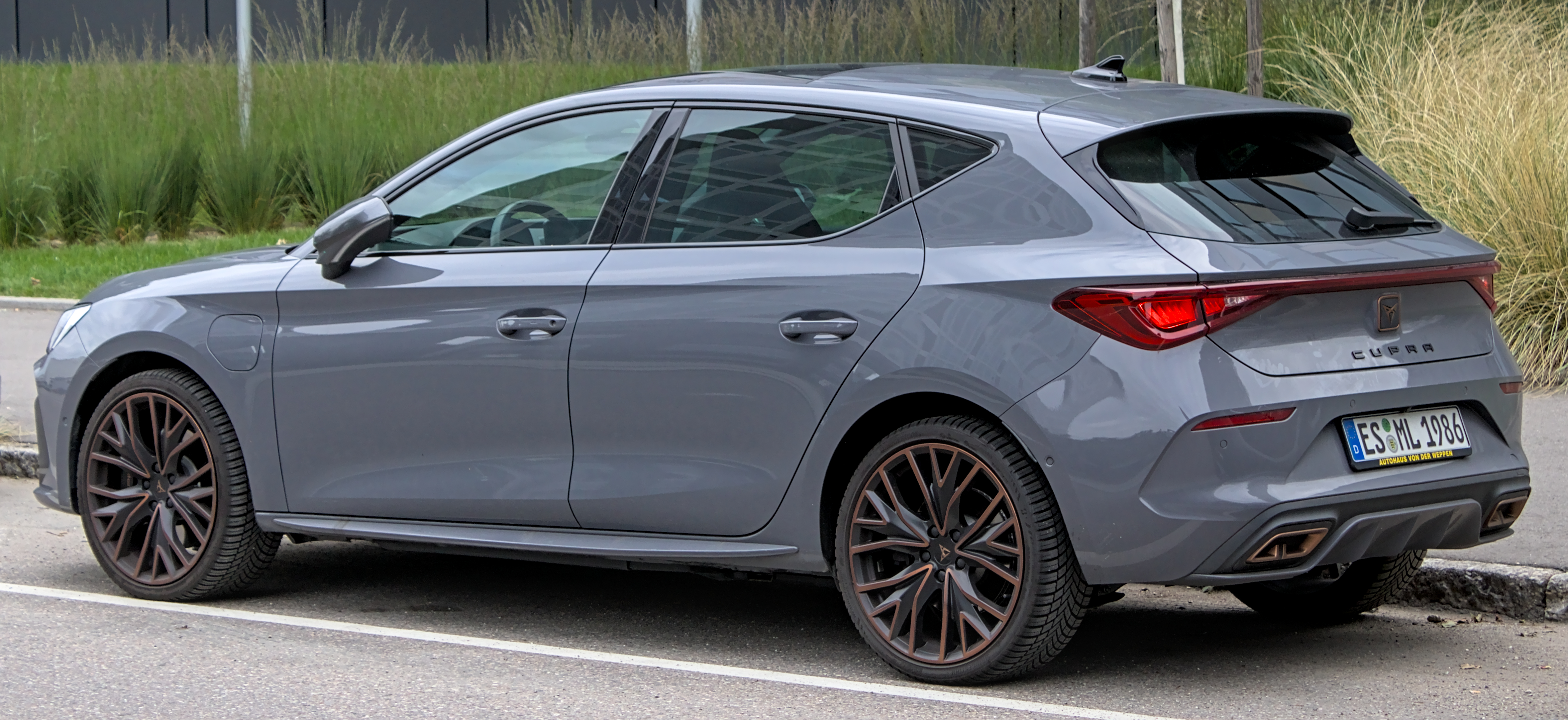
Heckansicht
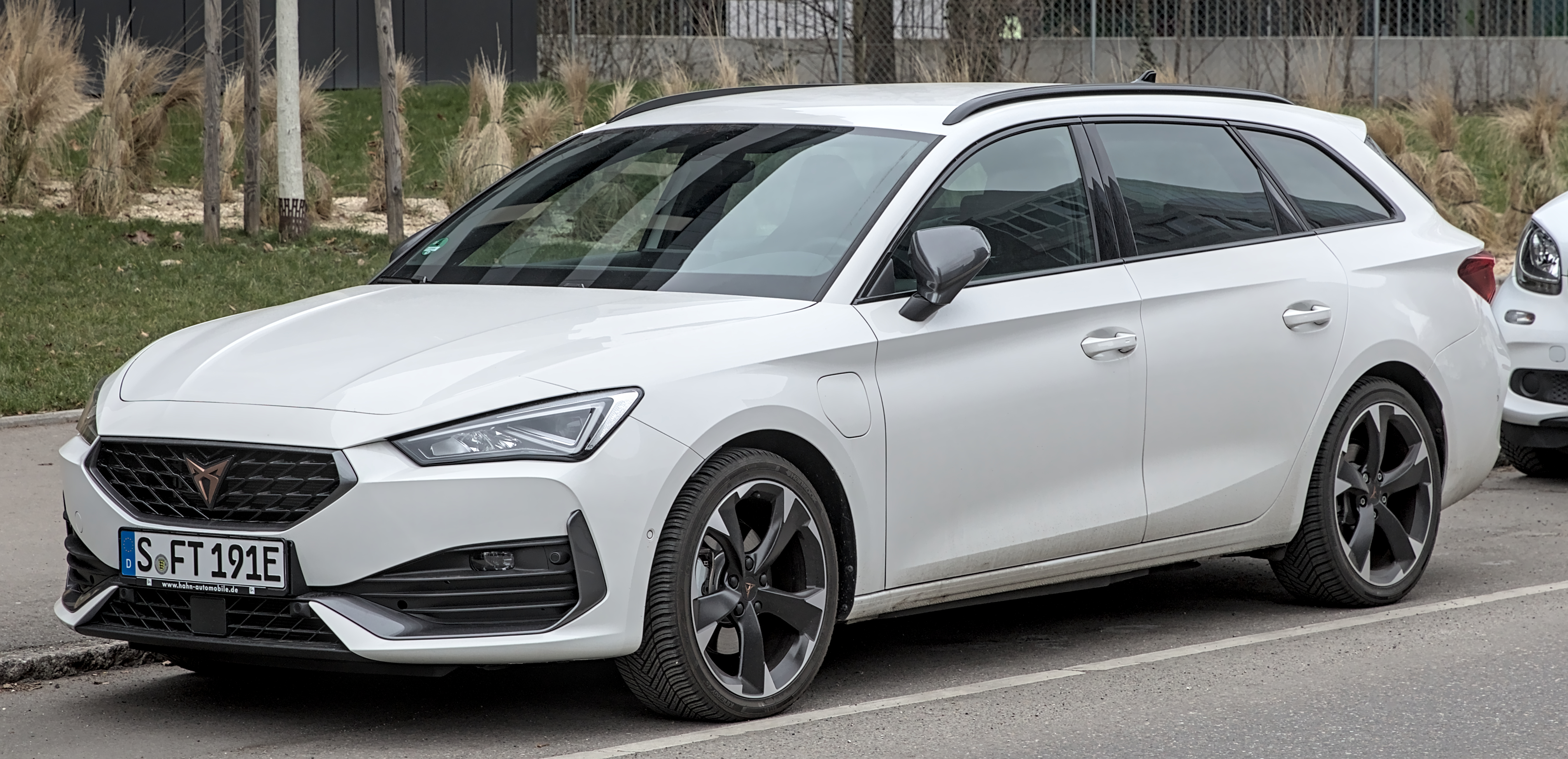
Cupra Leon ST e-Hybrid (2020–2024)
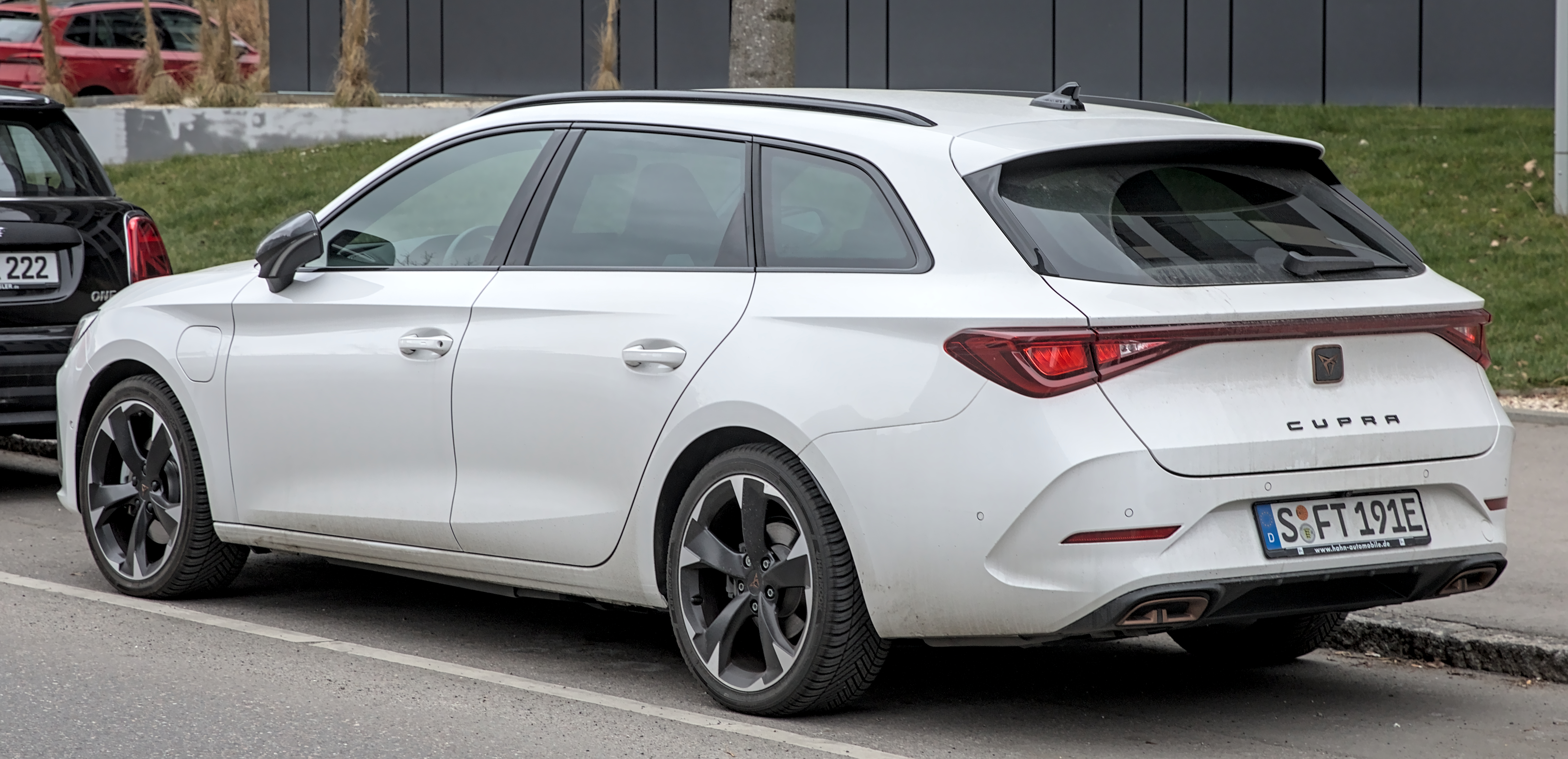
Heckansicht
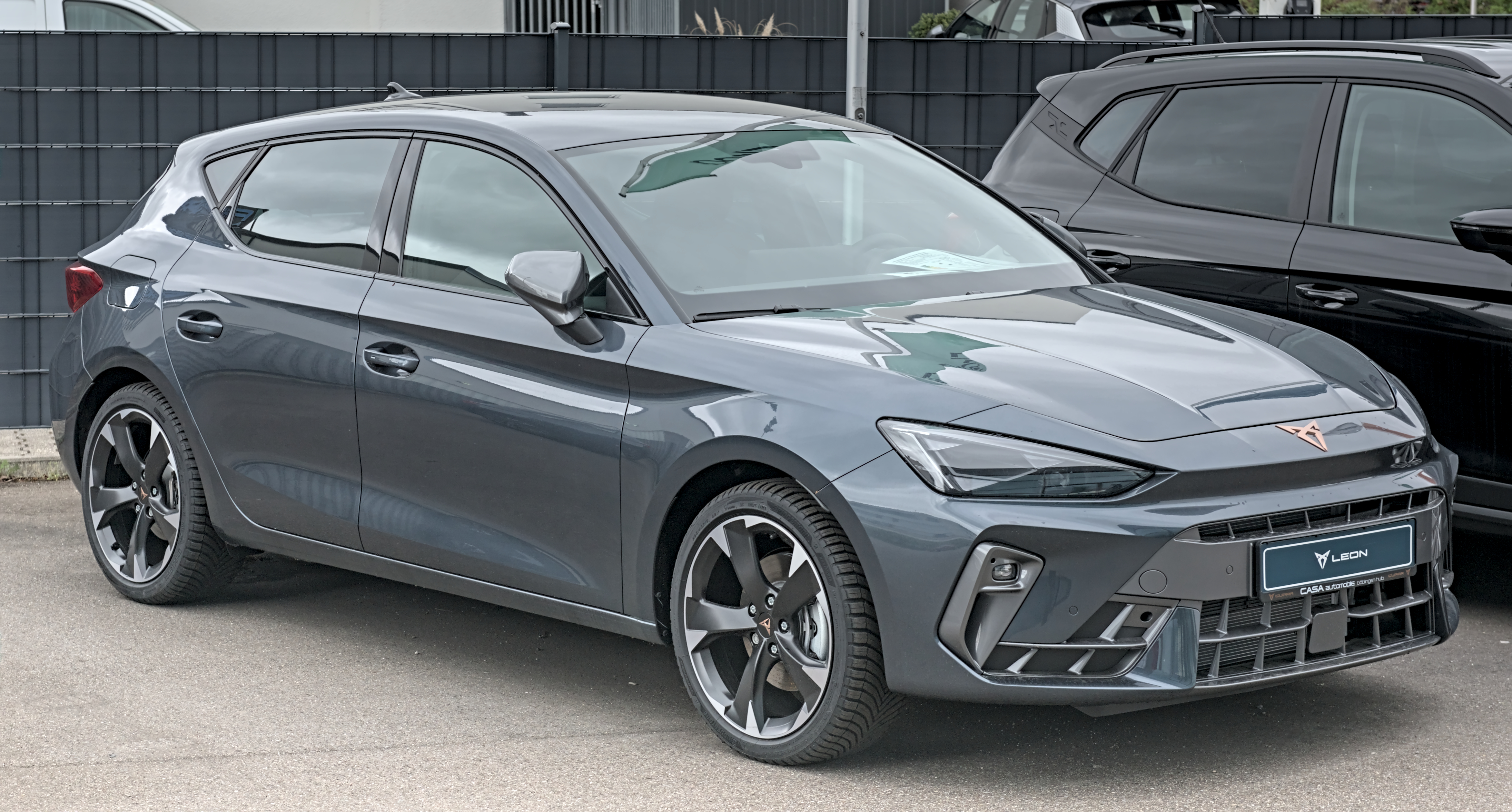
Cupra Leon (seit 2024)
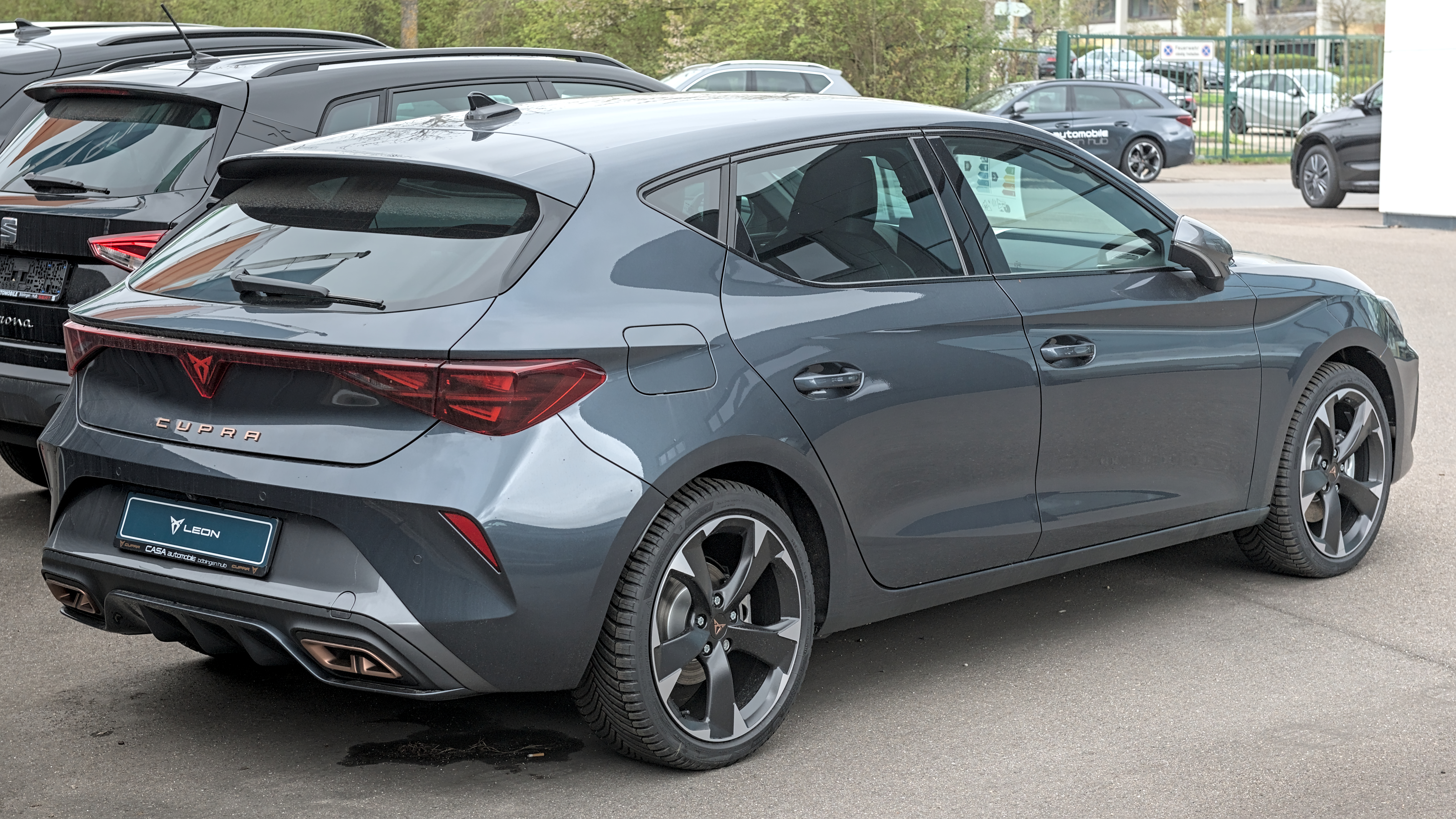
Heckansicht
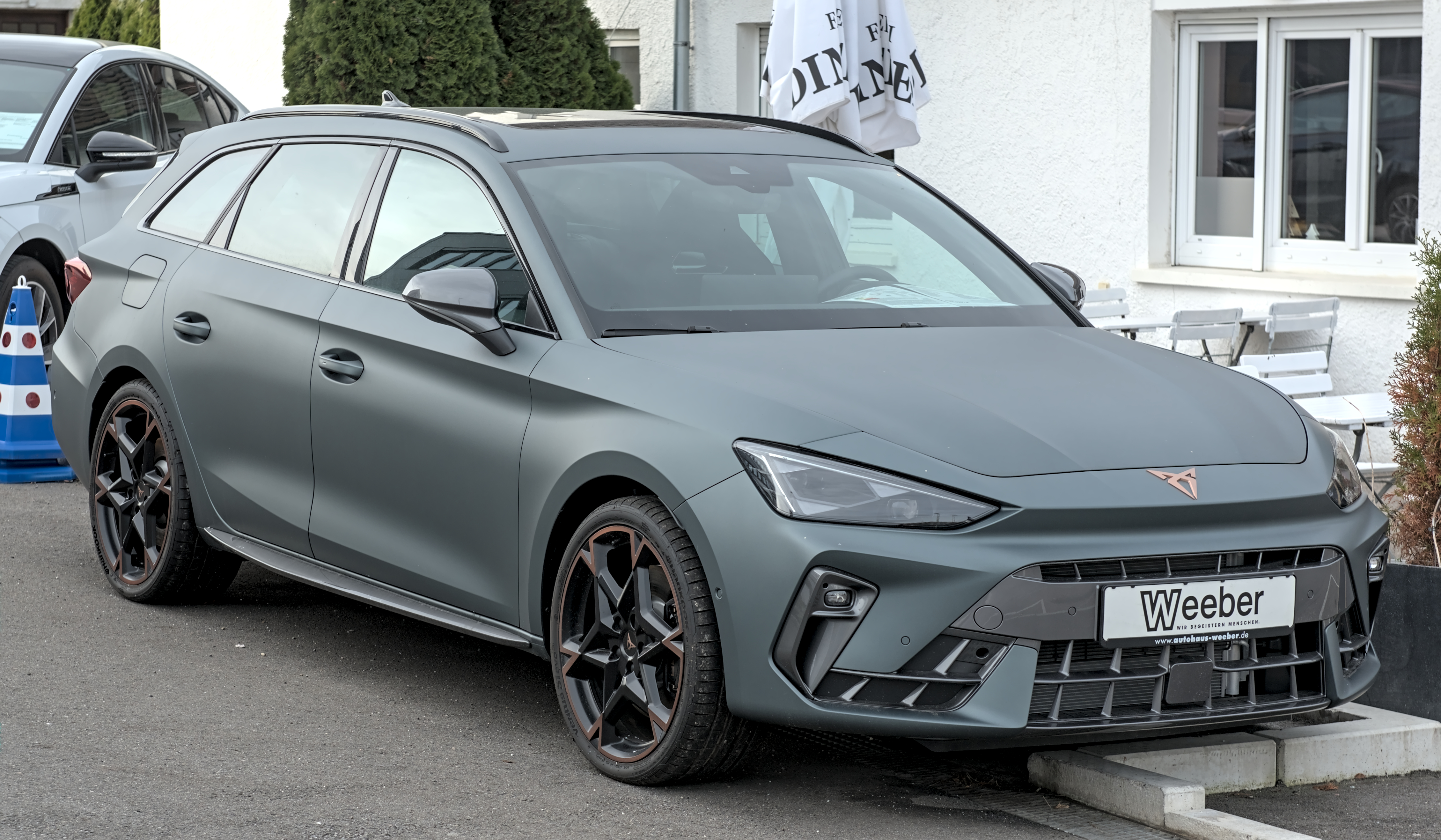
Cupra Leon ST (seit 2024)
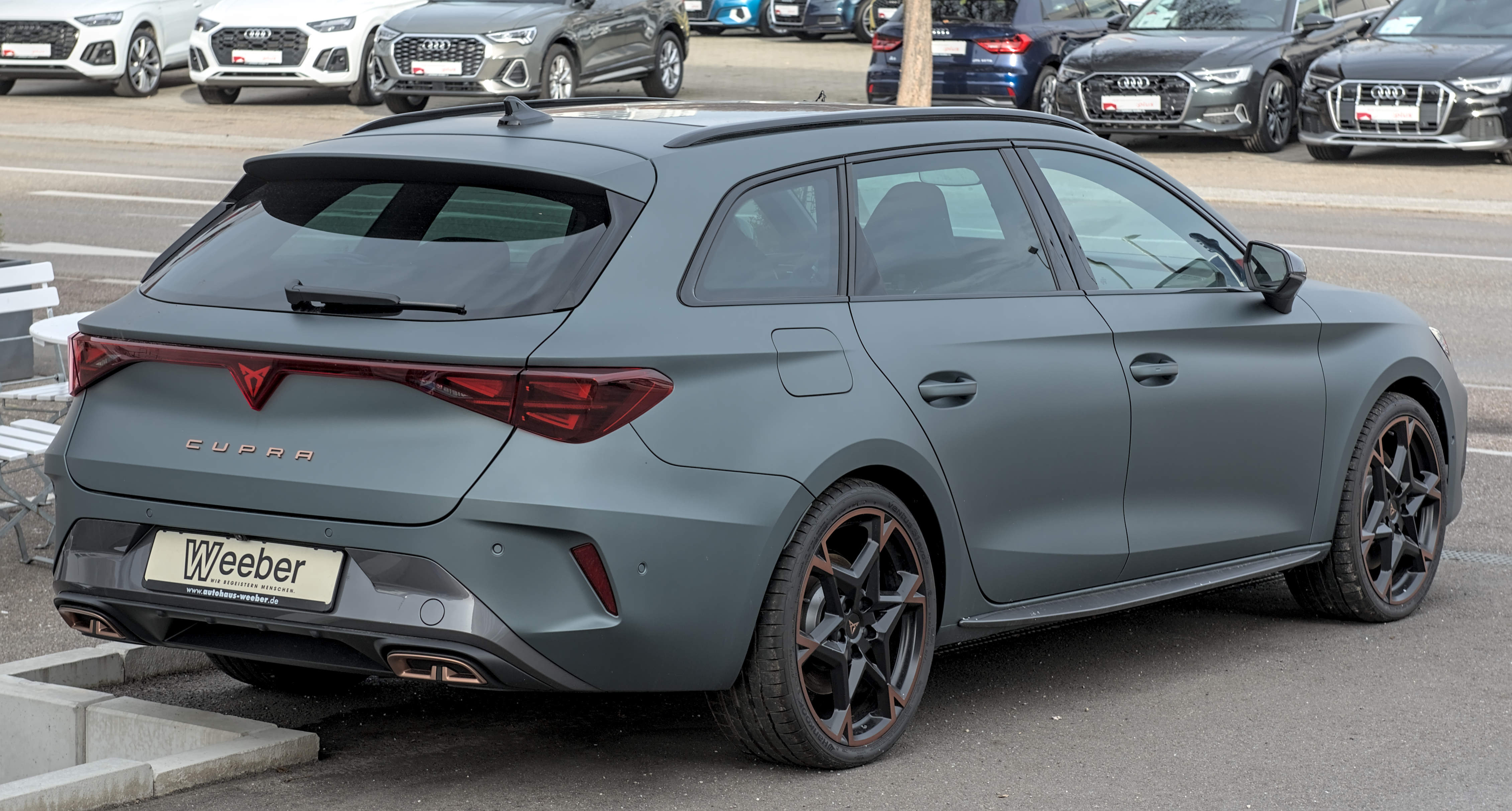
Heckansicht

### Rennversionen

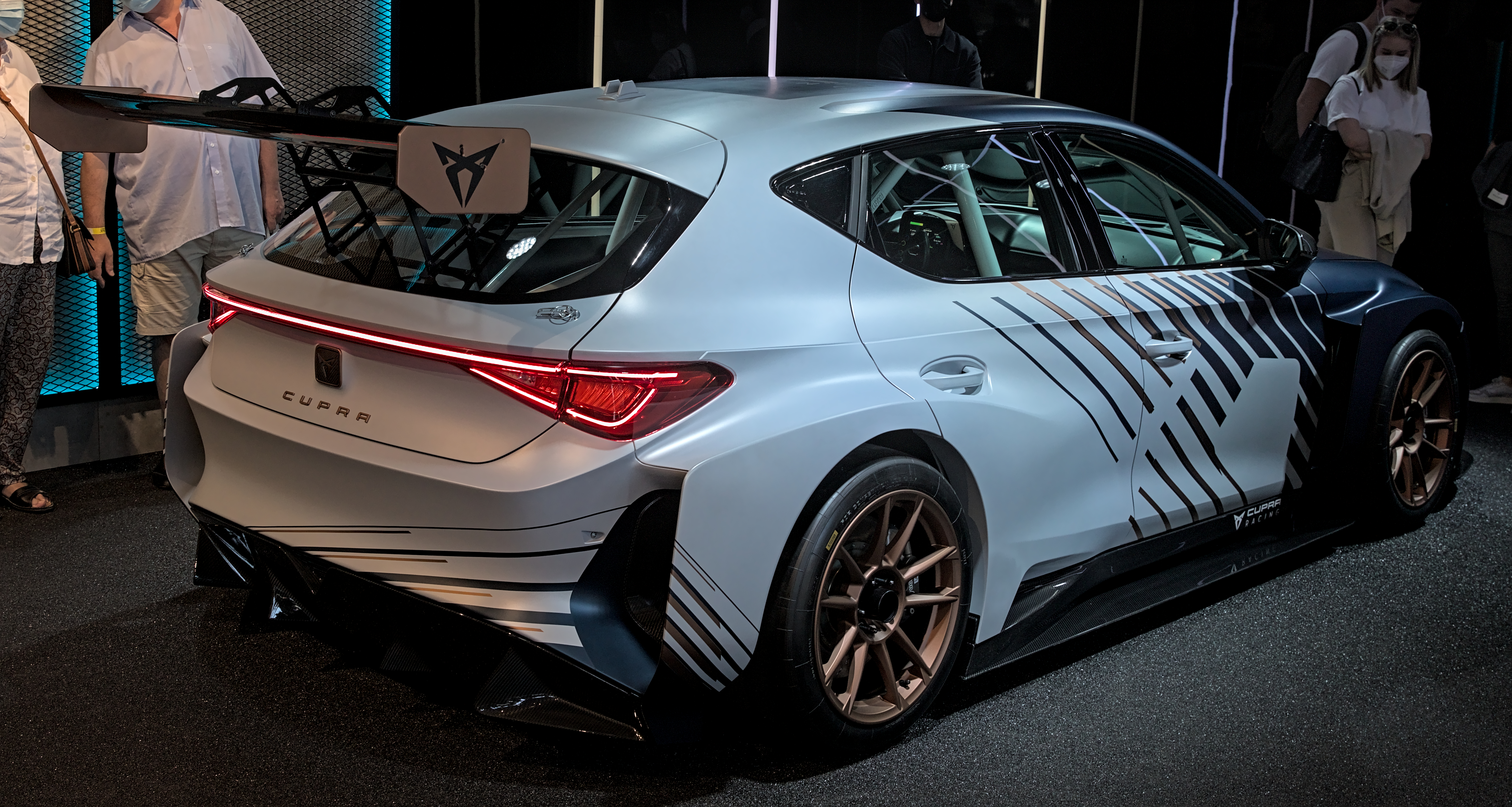
Cupra E-Racer

Im Rahmen der Vorstellung der Cupra-Versionen debütierten mit dem Cupra E-Racer und dem Cupra Leon Competición zwei Rennversionen der Baureihe. Der batterieelektrisch angetriebene E-Racer hat vier Elektromotoren an der Hinterachse, die eine maximale Leistung von 500 kW (680 PS) ermöglichen. Auf 100 km/h soll er in 3,2 Sekunden beschleunigen, die Höchstgeschwindigkeit gibt der Hersteller mit 270 km/h an. Der Leon Competición ist ein konventioneller Rennwagen mit einem 250 kW (340 PS) starken Zweiliter-Ottomotor. Tempo 100 soll in 4,5 Sekunden erreicht werden, die Höchstgeschwindigkeit wird mit 260 km/h angegeben.

## Technische Daten
Die Motorenpalette umfasst neben reinen Verbrennungsmotoren (Benzin, Diesel und CNG) auch einen Mild-Hybrid mit 48-Volt-Bordnetz und Plug-in-Hybrid-Antriebe. Ein Lithium-Ionen-Akkumulator mit einer Kapazität von 13 kWh ermöglicht in Kombination mit einem 85 kW (115 PS) starken Elektromotor eine elektrische Reichweite von bis zu 60 Kilometern.

### Ottomotoren
|                                                        | 1.0 TSI                                                  | 1.0 TSI                                                  | 1.0 eTSI                                                                   | 1.5 TSI                                                  | 1.5 eTSI                                                                   | 1.5 TSI                                                  | 1.5 TSI                                                  | 1.5 TGI                                                  | 1.5 TSI                                                  | 1.5 TSI                                                  | 1.5 TSI                                                  | Cupra 1.5 TSI                                            | Cupra 1.5 TSI                                            | 1.5 eTSI                                                                   | 1.5 eTSI                                                                   | 1.5 eTSI                                                                   | Cupra 1.5 eTSI                                                             | Cupra 1.5 eTSI                                                             | 2.0 TSI                                                  | Cupra 2.0 TSI                                            | Cupra Sportstourer 2.0 TSI 4Drive                        | Cupra VZ 2.0 TSI                                         | Cupra VZ 2.0 TSI                                         | Cupra VZ 2.0 TSI                                         | Cupra Sportstourer VZ 2.0 TSI 4Drive                     | Cupra Sportstourer VZ 2.0 TSI 4Drive                     |
| ------------------------------------------------------ | -------------------------------------------------------- | -------------------------------------------------------- | -------------------------------------------------------------------------- | -------------------------------------------------------- | -------------------------------------------------------------------------- | -------------------------------------------------------- | -------------------------------------------------------- | -------------------------------------------------------- | -------------------------------------------------------- | -------------------------------------------------------- | -------------------------------------------------------- | -------------------------------------------------------- | -------------------------------------------------------- | -------------------------------------------------------------------------- | -------------------------------------------------------------------------- | -------------------------------------------------------------------------- | -------------------------------------------------------------------------- | -------------------------------------------------------------------------- | -------------------------------------------------------- | -------------------------------------------------------- | -------------------------------------------------------- | -------------------------------------------------------- | -------------------------------------------------------- | -------------------------------------------------------- | -------------------------------------------------------- | -------------------------------------------------------- |
| Bauzeitraum                                            | 04/2020–01/2023                                          | 04/2020–07/2024                                          | 11/2020–07/2024                                                            | seit 07/2024                                             | seit 07/2024                                                               | 04/2020–11/2020                                          | 11/2020–11/2023                                          | 02/2021–01/2023                                          | 04/2020–11/2020                                          | 11/2020–07/2024                                          | seit 07/2024                                             | 09/2022–07/2024                                          | seit 07/2024                                             | 04/2020–11/2020                                                            | 11/2020–07/2024                                                            | seit 07/2024                                                               | 08/2022–04/2024                                                            | seit 04/2024                                                               | 03/2021–01/2023                                          | 10/2022–12/2023                                          | seit 04/2025                                             | 04/2021–12/2023                                          | 01/2021–04/2024                                          | seit 07/2024                                             | 02/2021–04/2024                                          | seit 07/2024                                             |
| Motorbauart und Zylinderanzahl                         | R3-Ottomotor mit Turbolader und Benzindirekteinspritzung | R3-Ottomotor mit Turbolader und Benzindirekteinspritzung | R3-Ottomotor mit Turbolader, Benzindirekteinspritzung und 48-Volt-Bordnetz | R4-Ottomotor mit Turbolader und Benzindirekteinspritzung | R4-Ottomotor mit Turbolader, Benzindirekteinspritzung und 48-Volt-Bordnetz | R4-Ottomotor mit Turbolader und Benzindirekteinspritzung | R4-Ottomotor mit Turbolader und Benzindirekteinspritzung | R4-Ottomotor mit Turbolader und Benzindirekteinspritzung | R4-Ottomotor mit Turbolader und Benzindirekteinspritzung | R4-Ottomotor mit Turbolader und Benzindirekteinspritzung | R4-Ottomotor mit Turbolader und Benzindirekteinspritzung | R4-Ottomotor mit Turbolader und Benzindirekteinspritzung | R4-Ottomotor mit Turbolader und Benzindirekteinspritzung | R4-Ottomotor mit Turbolader, Benzindirekteinspritzung und 48-Volt-Bordnetz | R4-Ottomotor mit Turbolader, Benzindirekteinspritzung und 48-Volt-Bordnetz | R4-Ottomotor mit Turbolader, Benzindirekteinspritzung und 48-Volt-Bordnetz | R4-Ottomotor mit Turbolader, Benzindirekteinspritzung und 48-Volt-Bordnetz | R4-Ottomotor mit Turbolader, Benzindirekteinspritzung und 48-Volt-Bordnetz | R4-Ottomotor mit Turbolader und Benzindirekteinspritzung | R4-Ottomotor mit Turbolader und Benzindirekteinspritzung | R4-Ottomotor mit Turbolader und Benzindirekteinspritzung | R4-Ottomotor mit Turbolader und Benzindirekteinspritzung | R4-Ottomotor mit Turbolader und Benzindirekteinspritzung | R4-Ottomotor mit Turbolader und Benzindirekteinspritzung | R4-Ottomotor mit Turbolader und Benzindirekteinspritzung | R4-Ottomotor mit Turbolader und Benzindirekteinspritzung |
| Motorbaureihe                                          | VW EA211                                                 | VW EA211                                                 | VW EA211                                                                   | VW EA211 evo 2                                           | VW EA211 evo 2                                                             | VW EA211 evo                                             | VW EA211 evo                                             | VW EA211 evo                                             | VW EA211 evo                                             | VW EA211 evo                                             | VW EA211 evo 2                                           | VW EA211 evo                                             | VW EA211 evo 2                                           | VW EA211 evo                                                               | VW EA211 evo                                                               | VW EA211 evo 2                                                             | VW EA211 evo                                                               | VW EA211 evo 2                                                             | VW EA888                                                 | VW EA888                                                 | VW EA888                                                 | VW EA888                                                 | VW EA888                                                 | VW EA888                                                 | VW EA888                                                 | VW EA888                                                 |
| Hubraum                                                | 999 cm³                                                  | 999 cm³                                                  | 999 cm³                                                                    | 1498 cm³                                                 | 1498 cm³                                                                   | 1498 cm³                                                 | 1498 cm³                                                 | 1498 cm³                                                 | 1498 cm³                                                 | 1498 cm³                                                 | 1498 cm³                                                 | 1498 cm³                                                 | 1498 cm³                                                 | 1498 cm³                                                                   | 1498 cm³                                                                   | 1498 cm³                                                                   | 1498 cm³                                                                   | 1498 cm³                                                                   | 1984 cm³                                                 | 1984 cm³                                                 | 1984 cm³                                                 | 1984 cm³                                                 | 1984 cm³                                                 | 1984 cm³                                                 | 1984 cm³                                                 | 1984 cm³                                                 |
| max. Leistung bei 1/min                                | 66 kW (90 PS)/ 5000–5500                                 | 81 kW (110 PS)/ 5500                                     | 81 kW (110 PS)/ 5500                                                       | 85 kW (116 PS)/ 5000                                     | 85 kW (116 PS)/ 5000                                                       | 96 kW (130 PS)/ 5000–6000                                | 96 kW (130 PS)/ 5000–6000                                | 96 kW (130 PS)/ 5000–6000                                | 110 kW (150 PS)/ 5000–6000                               | 110 kW (150 PS)/ 5000–6000                               | 110 kW (150 PS)/ 5000–6000                               | 110 kW (150 PS)/ 5000–6000                               | 110 kW (150 PS)/ 5000–6000                               | 110 kW (150 PS)/ 5000–6000                                                 | 110 kW (150 PS)/ 5000–6000                                                 | 110 kW (150 PS)/ 5000–6000                                                 | 110 kW (150 PS)/ 5000–6000                                                 | 110 kW (150 PS)/ 5000–6000                                                 | 140 kW (190 PS)/ 4200–6000                               | 140 kW (190 PS)/ 4200–6000                               | 150 kW (204 PS)/ 4500–6000                               | 180 kW (245 PS)/ 5250–6500                               | 221 kW (300 PS)/ 5300–6500                               | 221 kW (300 PS)/ 5300–6500                               | 228 kW (310 PS)/ 5450–6500                               | 245 kW (333 PS)/ 5600–6500                               |
| max. Drehmoment bei 1/min                              | 175 Nm/ 1600–3000                                        | 200 Nm/ 2000–3000                                        | 200 Nm/ 2000–3000                                                          | 220 Nm/ 1500–3000                                        | 220 Nm/ 1500–3000                                                          | 200 Nm/ 1400–4000                                        | 200 Nm/ 1400–4000                                        | 200 Nm/ 1400–4000                                        | 250 Nm/ 1500–3500                                        | 250 Nm/ 1500–3500                                        | 250 Nm/ 1500–3500                                        | 250 Nm/ 1500–3500                                        | 250 Nm/ 1500–3500                                        | 250 Nm/ 1500–3500                                                          | 250 Nm/ 1500–3500                                                          | 250 Nm/ 1500–3500                                                          | 250 Nm/ 1500–3500                                                          | 250 Nm/ 1500–3500                                                          | 320 Nm/ 1500–4100                                        | 320 Nm/ 1500–4100                                        | 320 Nm/ 1500–4400                                        | 370 Nm/ 1600–4300                                        | 400 Nm/ 2000–5200                                        | 400 Nm/ 2000–5200                                        | 400 Nm/ 2000–5450                                        | 420 Nm/ 2100–5500                                        |
| Antriebsart                                            | Vorderradantrieb                                         | Vorderradantrieb                                         | Vorderradantrieb                                                           | Vorderradantrieb                                         | Vorderradantrieb                                                           | Vorderradantrieb                                         | Vorderradantrieb                                         | Vorderradantrieb                                         | Vorderradantrieb                                         | Vorderradantrieb                                         | Vorderradantrieb                                         | Vorderradantrieb                                         | Vorderradantrieb                                         | Vorderradantrieb                                                           | Vorderradantrieb                                                           | Vorderradantrieb                                                           | Vorderradantrieb                                                           | Vorderradantrieb                                                           | Vorderradantrieb                                         | Vorderradantrieb                                         | Allradantrieb                                            | Vorderradantrieb                                         | Vorderradantrieb                                         | Vorderradantrieb                                         | Allradantrieb                                            | Allradantrieb                                            |
| Getriebe, serienmäßig                                  | 5-Gang-Schaltgetriebe                                    | 6-Gang-Schaltgetriebe                                    | 7-Gang-Doppelkupplungsgetriebe                                             | 6-Gang-Schaltgetriebe                                    | 7-Gang-Doppelkupplungsgetriebe                                             | 6-Gang-Schaltgetriebe                                    | 6-Gang-Schaltgetriebe                                    | 6-Gang-Schaltgetriebe                                    | 6-Gang-Schaltgetriebe                                    | 6-Gang-Schaltgetriebe                                    | 6-Gang-Schaltgetriebe                                    | 6-Gang-Schaltgetriebe                                    | 6-Gang-Schaltgetriebe                                    | 7-Gang-Doppelkupplungsgetriebe                                             | 7-Gang-Doppelkupplungsgetriebe                                             | 7-Gang-Doppelkupplungsgetriebe                                             | 7-Gang-Doppelkupplungsgetriebe                                             | 7-Gang-Doppelkupplungsgetriebe                                             | 7-Gang-Doppelkupplungsgetriebe                           | 7-Gang-Doppelkupplungsgetriebe                           | 7-Gang-Doppelkupplungsgetriebe                           | 7-Gang-Doppelkupplungsgetriebe                           | 7-Gang-Doppelkupplungsgetriebe                           | 7-Gang-Doppelkupplungsgetriebe                           | 7-Gang-Doppelkupplungsgetriebe                           | 7-Gang-Doppelkupplungsgetriebe                           |
| Getriebe, optional                                     | —                                                        | —                                                        | —                                                                          | —                                                        | —                                                                          | —                                                        | —                                                        | 7-Gang-Doppelkupplungsgetriebe                           | —                                                        | —                                                        | —                                                        | —                                                        | —                                                        | —                                                                          | —                                                                          | —                                                                          | —                                                                          | —                                                                          | —                                                        | —                                                        | —                                                        | —                                                        | —                                                        | —                                                        | —                                                        | —                                                        |
| Leergewicht, Fünftürer                                 | 1260 kg                                                  | 1268 kg                                                  | 1330 kg                                                                    | 1344 kg                                                  | 1368 kg                                                                    | 1302 kg                                                  | 1318 kg                                                  | 1382–1411 kg                                             | 1316 kg                                                  | 1330 kg                                                  | 1349 kg                                                  | 1364 kg                                                  | 1401 kg                                                  | 1361 kg                                                                    | 1361 kg                                                                    | 1377 kg                                                                    | 1395 kg                                                                    | 1401 kg                                                                    | 1457 kg                                                  | 1479 kg                                                  | —                                                        | 1485 kg                                                  | 1490 kg                                                  | 1496 kg                                                  | —                                                        | —                                                        |
| Leergewicht, Kombi                                     | 1309 kg                                                  | 1332 kg                                                  | 1373 kg                                                                    | 1392 kg                                                  | 1416 kg                                                                    | 1352 kg                                                  | 1362 kg                                                  | 1457 kg                                                  | 1366 kg                                                  | 1374 kg                                                  | 1384 kg                                                  | 1410 kg                                                  | 1447 kg                                                  | 1411 kg                                                                    | 1410 kg                                                                    | 1416 kg                                                                    | 1441 kg                                                                    | 1447 kg                                                                    | 1503 kg                                                  | 1515 kg                                                  | 1585 kg                                                  | 1531 kg                                                  | 1490 kg                                                  | —                                                        | 1640 kg                                                  | 1651 kg                                                  |
| Höchstgeschwindigkeit, Fünftürer                       | 183 km/h                                                 | 197 km/h                                                 | 192 km/h                                                                   | 197 km/h                                                 | 197 km/h                                                                   | 213 km/h                                                 | 208 km/h                                                 | 203 km/h                                                 | 221 km/h                                                 | 217 km/h                                                 | 217 km/h                                                 | 214 km/h                                                 | 215 km/h                                                 | 221 km/h                                                                   | 218 km/h                                                                   | 217 km/h                                                                   | 214 km/h                                                                   | 215 km/h                                                                   | 231 km/h                                                 | 227 km/h                                                 | —                                                        | 250 km/h (abgeregelt)                                    | 250 km/h (abgeregelt)                                    | 250 km/h (abgeregelt)                                    | —                                                        | —                                                        |
| Höchstgeschwindigkeit, Kombi                           | 184 km/h                                                 | 199 km/h                                                 | 199 km/h                                                                   | 197 km/h                                                 | 197 km/h                                                                   | 213 km/h                                                 | 209 km/h                                                 | 203 km/h                                                 | 221 km/h                                                 | 218 km/h                                                 | 218 km/h                                                 | 216 km/h                                                 | 216 km/h                                                 | 221 km/h                                                                   | 217 km/h                                                                   | 218 km/h                                                                   | 216 km/h                                                                   | 216 km/h                                                                   | 231 km/h                                                 | 230 km/h                                                 | 233 km/h                                                 | 250 km/h (abgeregelt)                                    | 250 km/h (abgeregelt)                                    | —                                                        | 250 km/h (abgeregelt)                                    | 250 km/h (abgeregelt)                                    |
| Beschleunigung, 0–100 km/h, Fünftürer                  | 12,7 s                                                   | 10,9 s                                                   | 10,8 s                                                                     | 10,4 s                                                   | 10,4 s                                                                     | 9,4 s                                                    | 9,4 s                                                    | 9,6–9,8 s                                                | 8,4 s                                                    | 8,7 s                                                    | 8,7 s                                                    | 8,9 s                                                    | 8,7 s                                                    | 8,4 s                                                                      | 8,5 s                                                                      | 8,4 s                                                                      | 8,7 s                                                                      | 8,7 s                                                                      | 7,4 s                                                    | 7,2 s                                                    | —                                                        | 6,4 s                                                    | 5,7 s                                                    | 5,7 s                                                    | —                                                        | —                                                        |
| Beschleunigung, 0–100 km/h, Kombi                      | 13,2 s                                                   | 11,2 s                                                   | 10,9 s                                                                     | 10,7 s                                                   | 10,7 s                                                                     | 9,7 s                                                    | 9,7 s                                                    | 9,9 s                                                    | 8,7 s                                                    | 8,9 s                                                    | 9,0 s                                                    | 9,2 s                                                    | 9,0 s                                                    | 8,7 s                                                                      | 8,7 s                                                                      | 8,7 s                                                                      | 8,9 s                                                                      | 9,0 s                                                                      | 7,4 s                                                    | 7,5 s                                                    | 6,7 s                                                    | 6,4 s                                                    | 5,7 s                                                    | —                                                        | 4,9 s                                                    | 4,8 s                                                    |
| Kraftstoffverbrauch auf 100 km (kombiniert), Fünftürer | 4,6 l                                                    | 4,7 l                                                    | 4,5 l                                                                      | 5,8 l                                                    | 5,4 l                                                                      | 4,9 l                                                    | 5,2 l                                                    | 3,7 kg Erdgas                                            | 5,0 l                                                    | 5,3 l                                                    | 5,8 l                                                    | 5,5 l                                                    | 5,5 l                                                    | 4,9 l                                                                      | 4,9 l                                                                      | 5,4 l                                                                      | 5,0 l                                                                      | 5,5 l                                                                      | 6,1 l                                                    | 6,2 l                                                    | —                                                        | 6,6 l                                                    | 6,7 l                                                    | 7,6 l                                                    | —                                                        | —                                                        |
| Kraftstoffverbrauch auf 100 km (kombiniert), Kombi     | 4,7 l                                                    | 4,2 l                                                    | 4,5 l                                                                      | 5,8 l                                                    | 5,5 l                                                                      | 4,8 l                                                    | 5,2 l                                                    | 3,7 kg Erdgas                                            | 4,9 l                                                    | 5,3 l                                                    | 5,8 l                                                    | 5,6 l                                                    | 5,5 l                                                    | 4,9 l                                                                      | 5,0 l                                                                      | 5,4 l                                                                      | 5,1 l                                                                      | 5,5 l                                                                      | 6,2 l                                                    | 6,2 l                                                    | 7,4 l                                                    | 6,7 l                                                    | 6,7 l                                                    | —                                                        | 7,6 l                                                    | 8,3 l                                                    |
| CO2-Emission (kombiniert), Fünftürer                   | 106 g/km                                                 | 107 g/km                                                 | 102 g/km                                                                   | 131 g/km                                                 | 123 g/km                                                                   | 112 g/km                                                 | 119 g/km                                                 | 98 g/km                                                  | 115 g/km                                                 | 121 g/km                                                 | 131 g/km                                                 | 125 g/km                                                 | 124 g/km                                                 | 112 g/km                                                                   | 111 g/km                                                                   | 123 g/km                                                                   | 115 g/km                                                                   | 124 g/km                                                                   | 140 g/km                                                 | 141 g/km                                                 | —                                                        | 151 g/km                                                 | 152 g/km                                                 | 173 g/km                                                 | —                                                        | —                                                        |
| CO2-Emission (kombiniert), Kombi                       | 108 g/km                                                 | 110 g/km                                                 | 103 g/km                                                                   | 133 g/km                                                 | 125 g/km                                                                   | 111 g/km                                                 | 118 g/km                                                 | 98 g/km                                                  | 113 g/km                                                 | 121 g/km                                                 | 133 g/km                                                 | 127 g/km                                                 | 126 g/km                                                 | 112 g/km                                                                   | 113 g/km                                                                   | 124 g/km                                                                   | 117 g/km                                                                   | 126 g/km                                                                   | 141 g/km                                                 | 142 g/km                                                 | 168 g/km                                                 | 153 g/km                                                 | 154 g/km                                                 | —                                                        | 174 g/km                                                 | 188 g/km                                                 |
| Abgasnorm nach EU-Klassifikation                       | Euro 6d                                                  | Euro 6d                                                  | Euro 6d                                                                    | Euro 6e                                                  | Euro 6e                                                                    | Euro 6d-TEMP                                             | Euro 6d                                                  | Euro 6d                                                  | Euro 6d-TEMP                                             | Euro 6d                                                  | Euro 6e                                                  | Euro 6d                                                  | Euro 6e                                                  | Euro 6d-TEMP                                                               | Euro 6d                                                                    | Euro 6e                                                                    | Euro 6d                                                                    | Euro 6e                                                                    | Euro 6d                                                  | Euro 6d                                                  | Euro 6e                                                  | Euro 6d                                                  | Euro 6d                                                  | Euro 6e                                                  | Euro 6d                                                  | Euro 6e                                                  |

### Plug-in-Hybride
|                                                        | 1.4 e-Hybrid                                                           | 1.4 e-Hybrid                                                           | 1.5 e-Hybrid                                                           | Cupra 1.5 e-Hybrid                                                     | Cupra VZ 1.4 e-Hybrid                                                  | Cupra VZ 1.5 e-Hybrid                                                  |
| ------------------------------------------------------ | ---------------------------------------------------------------------- | ---------------------------------------------------------------------- | ---------------------------------------------------------------------- | ---------------------------------------------------------------------- | ---------------------------------------------------------------------- | ---------------------------------------------------------------------- |
| Bauzeitraum                                            | 09/2020–01/2022                                                        | 02/2021–07/2024                                                        | seit 07/2024                                                           | seit 07/2024                                                           | 10/2020–04/2024                                                        | seit 04/2024                                                           |
| Motorbauart und Zylinderanzahl                         | R4-Ottomotor mit Turbolader, Benzindirekteinspritzung und Elektromotor | R4-Ottomotor mit Turbolader, Benzindirekteinspritzung und Elektromotor | R4-Ottomotor mit Turbolader, Benzindirekteinspritzung und Elektromotor | R4-Ottomotor mit Turbolader, Benzindirekteinspritzung und Elektromotor | R4-Ottomotor mit Turbolader, Benzindirekteinspritzung und Elektromotor | R4-Ottomotor mit Turbolader, Benzindirekteinspritzung und Elektromotor |
| Motorbaureihe                                          | VW EA211                                                               | VW EA211                                                               | VW EA211 evo                                                           | VW EA211 evo                                                           | VW EA211                                                               | VW EA211 evo                                                           |
| Hubraum                                                | 1395 cm³                                                               | 1395 cm³                                                               | 1498 cm³                                                               | 1498 cm³                                                               | 1395 cm³                                                               | 1498 cm³                                                               |
| max. Leistung bei 1/min, Verbrennungsmotor             | 110 kW (150 PS)/ 5000–6000                                             | 110 kW (150 PS)/ 5000–6000                                             | 110 kW (150 PS)/ 5500–6000                                             | 110 kW (150 PS)/ 5500–6000                                             | 110 kW (150 PS)/ 5000–6000                                             | 130 kW (177 PS)/ 5500–6000                                             |
| max. Drehmoment bei 1/min, Verbrennungsmotor           | 250 Nm/ 1550–3500                                                      | 250 Nm/ 1550–3500                                                      | 250 Nm/ 1500–4000                                                      | 250 Nm/ 1500–4000                                                      | 250 Nm/ 1550–3500                                                      | 250 Nm/ 1500–4000                                                      |
| max. Leistung bei 1/min, Elektromotor (Peak)           | 85 kW (115 PS)/ 2600–6500                                              | 85 kW (115 PS)/ 2600–6500                                              | 85 kW (115 PS)/ 2600–6500                                              | 85 kW (115 PS)/ 2600–6500                                              | 85 kW (115 PS)/ 2600–6500                                              | 85 kW (116 PS)                                                         |
| max. Drehmoment bei 1/min, Elektromotor                | 330 Nm/ 0–2600                                                         | 330 Nm/ 0–2600                                                         | 330 Nm/ 0–2600                                                         | 330 Nm/ 0–2600                                                         | 330 Nm/ 0–2600                                                         | 330 Nm                                                                 |
| max. Leistung bei 1/min, Systemleistung                | 150 kW (204 PS)/ 5000–6000                                             | 150 kW (204 PS)/ 5000–6000                                             | 150 kW (204 PS)/ 5500–6000                                             | 150 kW (204 PS)/ 5500–6000                                             | 180 kW (245 PS)/ 5000–6000                                             | 200 kW (272 PS)/ 5000–6000                                             |
| max. Drehmoment bei 1/min, Systemdrehmoment            | 350 Nm/ 0–3500                                                         | 400 Nm/ 0–3500                                                         | 350 Nm/ 0–3500                                                         | 350 Nm/ 0–3500                                                         | 400 Nm/ 0–3500                                                         | 400 Nm/ 1500–4000                                                      |
| Antriebsart                                            | Vorderradantrieb                                                       | Vorderradantrieb                                                       | Vorderradantrieb                                                       | Vorderradantrieb                                                       | Vorderradantrieb                                                       | Vorderradantrieb                                                       |
| Getriebe, serienmäßig                                  | 6-Gang-Doppelkupplungsgetriebe (DQ400E)                                | 6-Gang-Doppelkupplungsgetriebe (DQ400E)                                | 6-Gang-Doppelkupplungsgetriebe (DQ400E)                                | 6-Gang-Doppelkupplungsgetriebe (DQ400E)                                | 6-Gang-Doppelkupplungsgetriebe (DQ400E)                                | 6-Gang-Doppelkupplungsgetriebe (DQ400E)                                |
| Getriebe, optional                                     | —                                                                      | —                                                                      | —                                                                      | —                                                                      | —                                                                      | —                                                                      |
| Leergewicht, Fünftürer                                 | 1614 kg                                                                | 1614 kg                                                                | 1673 kg                                                                | 1673 kg                                                                | 1671 kg                                                                | 1708 kg                                                                |
| Leergewicht, Kombi                                     | 1658 kg                                                                | 1658 kg                                                                | 1673 kg                                                                | 1673 kg                                                                | 1717 kg                                                                | 1756 kg                                                                |
| Höchstgeschwindigkeit, Fünftürer                       | 220 km/h                                                               | 220 km/h                                                               | 220 km/h                                                               | 220 km/h                                                               | 225 km/h                                                               | 229 km/h                                                               |
| Höchstgeschwindigkeit, Kombi                           | 220 km/h                                                               | 220 km/h                                                               | 220 km/h                                                               | 220 km/h                                                               | 225 km/h                                                               | 229 km/h                                                               |
| Beschleunigung, 0–100 km/h, Fünftürer                  | 7,5 s                                                                  | 7,5 s                                                                  | 7,7 s                                                                  | 7,7 s                                                                  | 6,7 s                                                                  | 7,1 s                                                                  |
| Beschleunigung, 0–100 km/h, Kombi                      | 7,7 s                                                                  | 7,7 s                                                                  | 7,7 s                                                                  | 7,7 s                                                                  | 7,0 s                                                                  | 7,3 s                                                                  |
| Kraftstoffverbrauch auf 100 km (kombiniert), Fünftürer | 1,4 l Super                                                            | 1,5 l Super                                                            | 0,4 l Super                                                            | 0,4 l Super                                                            | 1,6 l Super                                                            | 0,4 l Super                                                            |
| Kraftstoffverbrauch auf 100 km (kombiniert), Kombi     | 1,5 l Super                                                            | 1,6 l Super                                                            | 0,4 l Super                                                            | 0,4 l Super                                                            | 1,6 l Super                                                            | 0,5 l Super                                                            |
| CO2-Emission (kombiniert), Fünftürer                   | 32 g/km                                                                | 33 g/km                                                                | 9 g/km                                                                 | 9 g/km                                                                 | 35 g/km                                                                | 9–10 g/km                                                              |
| CO2-Emission (kombiniert), Kombi                       | 34 g/km                                                                | 35 g/km                                                                | 9 g/km                                                                 | 9 g/km                                                                 | 35 g/km                                                                | 9–11 g/km                                                              |
| Abgasnorm nach EU-Klassifikation                       | Euro 6d                                                                | Euro 6d                                                                | Euro 6e                                                                | Euro 6e                                                                | Euro 6d                                                                | Euro 6e                                                                |

### Dieselmotoren
|                                                        | 2.0 TDI                                                    | 2.0 TDI                                                    | 2.0 TDI                                                    | 2.0 TDI                                                    | 2.0 TDI                                                    | 2.0 TDI                                                    | Cupra 2.0 TDI                                              | Cupra 2.0 TDI                                              | 2.0 TDI 4Drive                                             |
| ------------------------------------------------------ | ---------------------------------------------------------- | ---------------------------------------------------------- | ---------------------------------------------------------- | ---------------------------------------------------------- | ---------------------------------------------------------- | ---------------------------------------------------------- | ---------------------------------------------------------- | ---------------------------------------------------------- | ---------------------------------------------------------- |
| Bauzeitraum                                            | 04/2020–11/2020                                            | 11/2020–07/2024                                            | seit 07/2024                                               | 04/2020–11/2020                                            | 11/2020–07/2024                                            | seit 07/2024                                               | 03/2023–04/2024                                            | seit 04/2024                                               | 03/2021–06/2023                                            |
| Motorbauart und Zylinderanzahl                         | R4-Dieselmotor mit Turbolader und Common-Rail-Einspritzung | R4-Dieselmotor mit Turbolader und Common-Rail-Einspritzung | R4-Dieselmotor mit Turbolader und Common-Rail-Einspritzung | R4-Dieselmotor mit Turbolader und Common-Rail-Einspritzung | R4-Dieselmotor mit Turbolader und Common-Rail-Einspritzung | R4-Dieselmotor mit Turbolader und Common-Rail-Einspritzung | R4-Dieselmotor mit Turbolader und Common-Rail-Einspritzung | R4-Dieselmotor mit Turbolader und Common-Rail-Einspritzung | R4-Dieselmotor mit Turbolader und Common-Rail-Einspritzung |
| Motorbaureihe                                          | VW EA288 evo                                               | VW EA288 evo                                               | VW EA288 evo                                               | VW EA288 evo                                               | VW EA288 evo                                               | VW EA288 evo                                               | VW EA288 evo                                               | VW EA288 evo                                               | VW EA288 evo                                               |
| Hubraum                                                | 1968 cm³                                                   | 1968 cm³                                                   | 1968 cm³                                                   | 1968 cm³                                                   | 1968 cm³                                                   | 1968 cm³                                                   | 1968 cm³                                                   | 1968 cm³                                                   | 1968 cm³                                                   |
| max. Leistung bei 1/min                                | 85 kW (115 PS)/ 2750–4250                                  | 85 kW (115 PS)/ 2750–4250                                  | 85 kW (116 PS)/ 2750–4250                                  | 110 kW (150 PS)/ 3000–4200                                 | 110 kW (150 PS)/ 3000–4200                                 | 110 kW (150 PS)/ 3000–4200                                 | 110 kW (150 PS)/ 3000–4200                                 | 110 kW (150 PS)/ 3000–4200                                 | 110 kW (150 PS)/ 3000–4200                                 |
| max. Drehmoment bei 1/min                              | 300 Nm/ 1500–2500                                          | 300 Nm/ 1500–2500                                          | 300 Nm/ 1500–2500                                          | 360 Nm/ 1700–2750                                          | 360 Nm/ 1700–2750                                          | 360 Nm/ 1700–2750                                          | 360 Nm/ 1700–2750                                          | 360 Nm/ 1700–2750                                          | 360 Nm/ 1600–2750                                          |
| Antriebsart                                            | Vorderradantrieb                                           | Vorderradantrieb                                           | Vorderradantrieb                                           | Vorderradantrieb                                           | Vorderradantrieb                                           | Vorderradantrieb                                           | Vorderradantrieb                                           | Vorderradantrieb                                           | Allradantrieb                                              |
| Getriebe, serienmäßig                                  | 6-Gang-Schaltgetriebe                                      | 6-Gang-Schaltgetriebe                                      | 6-Gang-Schaltgetriebe                                      | 7-Gang-Doppelkupplungsgetriebe                             | 6-Gang-Schaltgetriebe (bis 11/2023)                        | 7-Gang-Doppelkupplungsgetriebe                             | 6-Gang-Schaltgetriebe (bis 11/2023)                        | 7-Gang-Doppelkupplungsgetriebe                             | 7-Gang-Doppelkupplungsgetriebe                             |
| Getriebe, optional                                     | —                                                          | —                                                          | —                                                          | —                                                          | 7-Gang-Doppelkupplungsgetriebe                             | —                                                          | 7-Gang-Doppelkupplungsgetriebe                             | —                                                          | —                                                          |
| Leergewicht, Fünftürer                                 | 1389 kg                                                    | 1393 kg                                                    | 1421 kg                                                    | 1446 kg                                                    | 1448 kg                                                    | 1449 kg                                                    | 1455–1480 kg                                               | 1479 kg                                                    | —                                                          |
| Leergewicht, Kombi                                     | —                                                          | 1436 kg                                                    | 1469 kg                                                    | 1501 kg                                                    | 1491 kg                                                    | 1501 kg                                                    | 1498–1516 kg                                               | 1524 kg                                                    | 1598 kg                                                    |
| Höchstgeschwindigkeit, Fünftürer                       | 201 km/h                                                   | 200 km/h                                                   | 199 km/h                                                   | 218 km/h                                                   | 215 km/h                                                   | 215 km/h                                                   | 212 km/h                                                   | 213 km/h                                                   | —                                                          |
| Höchstgeschwindigkeit, Kombi                           | —                                                          | 200 km/h                                                   | 199 km/h                                                   | 218 km/h                                                   | 217 km/h                                                   | 217 km/h                                                   | 213 km/h                                                   | 214 km/h                                                   | 214 km/h                                                   |
| Beschleunigung, 0–100 km/h, Fünftürer                  | 10,4 s                                                     | 10,2 s                                                     | 10,5 s                                                     | 8,6 s                                                      | 8,5 s                                                      | 8,5 s                                                      | 8,7–9,1 s                                                  | 8,5 s                                                      | —                                                          |
| Beschleunigung, 0–100 km/h, Kombi                      | —                                                          | 10,5 s                                                     | 10,8 s                                                     | 8,9 s                                                      | 8,8 s                                                      | 8,8 s                                                      | 9,0–9,4 s                                                  | 8,7 s                                                      | 8,4 s                                                      |
| Kraftstoffverbrauch auf 100 km (kombiniert), Fünftürer | 3,4 l                                                      | 3,9 l                                                      | 4,6 l                                                      | 3,8 l                                                      | 4,0 l                                                      | 4,8 l                                                      | 4,6–4,9 l                                                  | 4,8 l                                                      | —                                                          |
| Kraftstoffverbrauch auf 100 km (kombiniert), Kombi     | —                                                          | 3,9 l                                                      | 4,7 l                                                      | 3,7 l                                                      | 3,9 l                                                      | 4,9 l                                                      | 4,6–5,0 l                                                  | 4,9 l                                                      | 4,6 l                                                      |
| CO2-Emission (kombiniert), Fünftürer                   | 90 g/km                                                    | 102 g/km                                                   | 122 g/km                                                   | 98 g/km                                                    | 104 g/km                                                   | 126 g/km                                                   | 119–128 g/km                                               | 127 g/km                                                   | —                                                          |
| CO2-Emission (kombiniert), Kombi                       | —                                                          | 104 g/km                                                   | 123 g/km                                                   | 97 g/km                                                    | 104 g/km                                                   | 127 g/km                                                   | 121–132 g/km                                               | 128 g/km                                                   | 120 g/km                                                   |
| Abgasnorm nach EU-Klassifikation                       | Euro 6d-TEMP                                               | Euro 6d                                                    | Euro 6e                                                    | Euro 6d-TEMP                                               | Euro 6d                                                    | Euro 6e                                                    | Euro 6d                                                    | Euro 6e                                                    | Euro 6d                                                    |